# Dambrauskaitė
Dambrauskaitė ist ein litauischer weiblicher Familienname.

## Formen
- Dambrauskas, männlich
- Dambrauskienė, weiblich (verheiratet)

## Personen
- Asta Dambrauskaitė (* 1976), Zivilrechtlerin und Professorin
- Jurgita Dambrauskaitė, Geburtsname von Jurgita Mališauskienė (* 1990), Fernschachspielerin
- Vilma Dambrauskaitė (* 1985), Fernschachspielerin